# Sabiha Sumar
Sabiha Sumar es directora de cine y guionista, oriunda de Pakistán

## Biografía
Sabiha Sumar nació en Karachi, Sind, Pakistán el 29 de septiembre de 1961. Estudió Cine y Ciencias Políticas en la Universidad Sarah Lawrence de Nueva York, y Relaciones Internacionales en la Universidad de Cambridge. En 1992, fundó Vidhi Films. Sabiha Sumar concibe su trabajo como medio de crítica social, y en particular trata de concienciar al público acerca de los problemas de la mujer. 
Al respecto, cabe mencionar Who Will Cast the First Stone (1988) (Quién tirará la primera piedra), enfocada en la protesta de la clase obrera femenina contra las leyes islámicas introducidas en Pakistán en 1979, y Suicide Warriors (1996) (Guerreros suicidas), un documental sobre mujeres guerrilleras en su lucha por una patria independiente para el pueblo tamil de Sri Lanka. El silencio del agua (Khamosh Pani: Silent Waters) (2003), su primera película de ficción, fue presentada y premiada en numerosos festivales cinematográficos en todo el mundo, como el Festival de los 3 Continentes de Nantes donde ganó el Montgolfière de Plata y el Premio del Público.

## Filmografía

### Directora
- El silencio del agua - Khamosh Pani: Silent Waters - Pakistán, Francia, Alemania (2003) - Drama

- Hawa Kay Naam - Pakistán (2003) - Documental

- Girls Around the World: Don't Ask Why - Pakistán (1999) - Documental

- Suicide Warriors - Sri Lanka (1996) - Documental

- Von Müttern, Mäusen und Heiligen - (1994)

- Who Will Cast the First Stone - (1988)

## Enlaces
- Festival Films

- Datos: Q1455105